# Seven & Seven
Albums de MC Lyte
Badder Than B-Fore
(1997) The Very Best of MC Lyte
(2001)
Singles
1. I Can't Make a Mistake
Sortie : 1998

Seven & Seven est le sixième album studio de MC Lyte, sorti le 18 novembre 1998.
L'album s'est classé 71e au Top R&B/Hip-Hop Albums.

## Liste des titres
| No  | Titre                                                | Contient un (des) sample(s) de                                                                                            | Durée |
| --- | ---------------------------------------------------- | --- | ----- |
| 1.  | In My Business (featuring Missy Elliott)             | The Star-Spangled Banner de Francis Scott Key et John Stafford Smith Throwin' Words at U de MC Lyte                       | 4:23  |
| 2.  | Too Fly (featuring Pamela Long)                      | P. Y. T. (Pretty Young Thing) de Michael Jackson Stop, Look, Listen de MC Lyte All the Way Lover (Live) de Millie Jackson | 4:18  |
| 3.  | This Emcee                                           | Blame It on the Boogie des Jacksons This Old Man (traditionnel) On the Good Ship Lollipop de Shirley Temple               | 2:09  |
| 4.  | Top Billin' (featuring Milk Dee)                     | | 2:50  |
| 5.  | Give Me What I Want                                  | Nasty Girl de Vanity 6 | 4:21  |
| 6.  | Woo Woo (Party Time) (featuring Nicci Gillbert)      | | 4:34  |
| 7.  | Playgirls Play                                       | Do It ('Til You're Satisfied) de B.T. Express The Choice Is Yours (Revisited) de Black Sheep                              | 3:53  |
| 8.  | Put It on You                                        | Fame de David Bowie | 4:04  |
| 9.  | Propa (featuring Beenie Man)                         | Love Is the Message de MFSB E.V.A. de Jean-Jacques Perrey                                                                 | 4:12  |
| 10. | It's All Yours (featuring Gina Thompson)             | | 4:41  |
| 11. | I Can't Make a Mistake                               | | 3:51  |
| 12. | Want What I Got (featuring Missy Elliott et Mocha)   | | 3:47  |
| 13. | Oogie Boogie                                         | Boogie Oogie Oogie de A Taste of Honey                                                                                    | 4:18  |
| 14. | Party Goin' On (featuring Inaya Day)                 | Give Me Your Love de Sylvia Striplin Give Me Your Love (Love Song) de Curtis Mayfield                                     | 4:17  |
| 15. | Break It Down (featuring La India et Giovanni Salah) | | 3:50  |
| 16. | Closer (featuring Space Nine)                        | | 4:21  |
| 17. | Radio's Nightmare                                    | Impeach the President des Honey Drippers                                                                                  | 0:53  |
| 18. | My Time                                              | | 3:23  |
| 19. | Assaholic Anonymous                                  | | 1:16  |
| 20. | King of Rock                                         | I Cram to Understand U de MC Lyte                                                                                         | 2:22  |
| 21. | Better Place                                         | Nightshift des Commodores                                                                                                 | 5:36  |